# رودلف راسموسن
رودلف راسموسن هو دراج دنماركي، ولد في 18 يونيو 1918 في كوبنهاغن في الدنمارك، وتوفي في 25 سبتمبر 1993.

## وصلات خارجية
- رودلف راسموسن على موقع أرشيف الدراجات (الإنجليزية)
- رودلف راسموسن على موقع إحصائيات الدراجات الإحترافية (الإنجليزية)
- رودلف راسموسن على موقع أوليمبيديا (الإنجليزية)